# مسيرة الأربعين

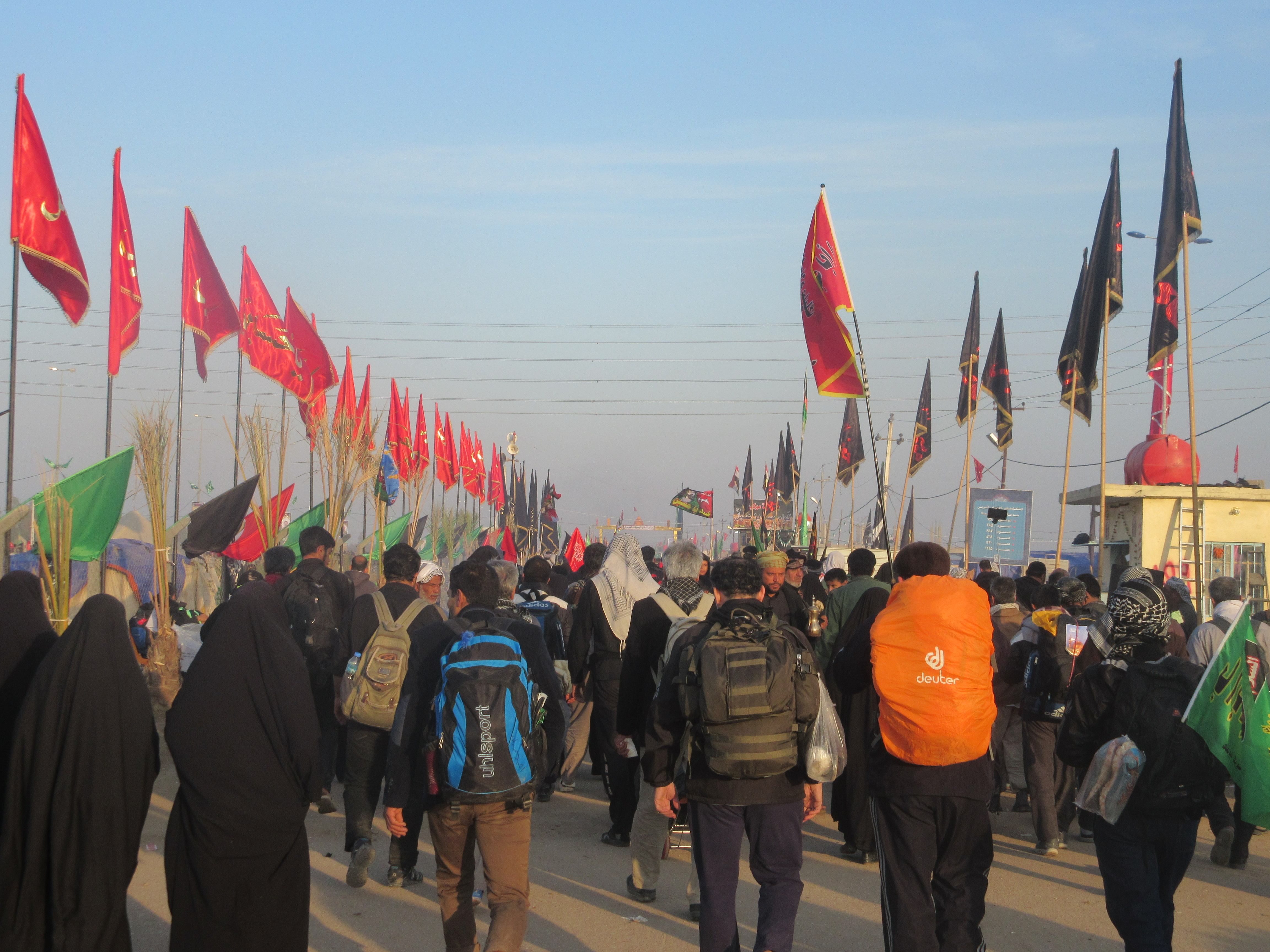
الأربعين حضور الزوار في مسيرة الأربعين محرم 2015

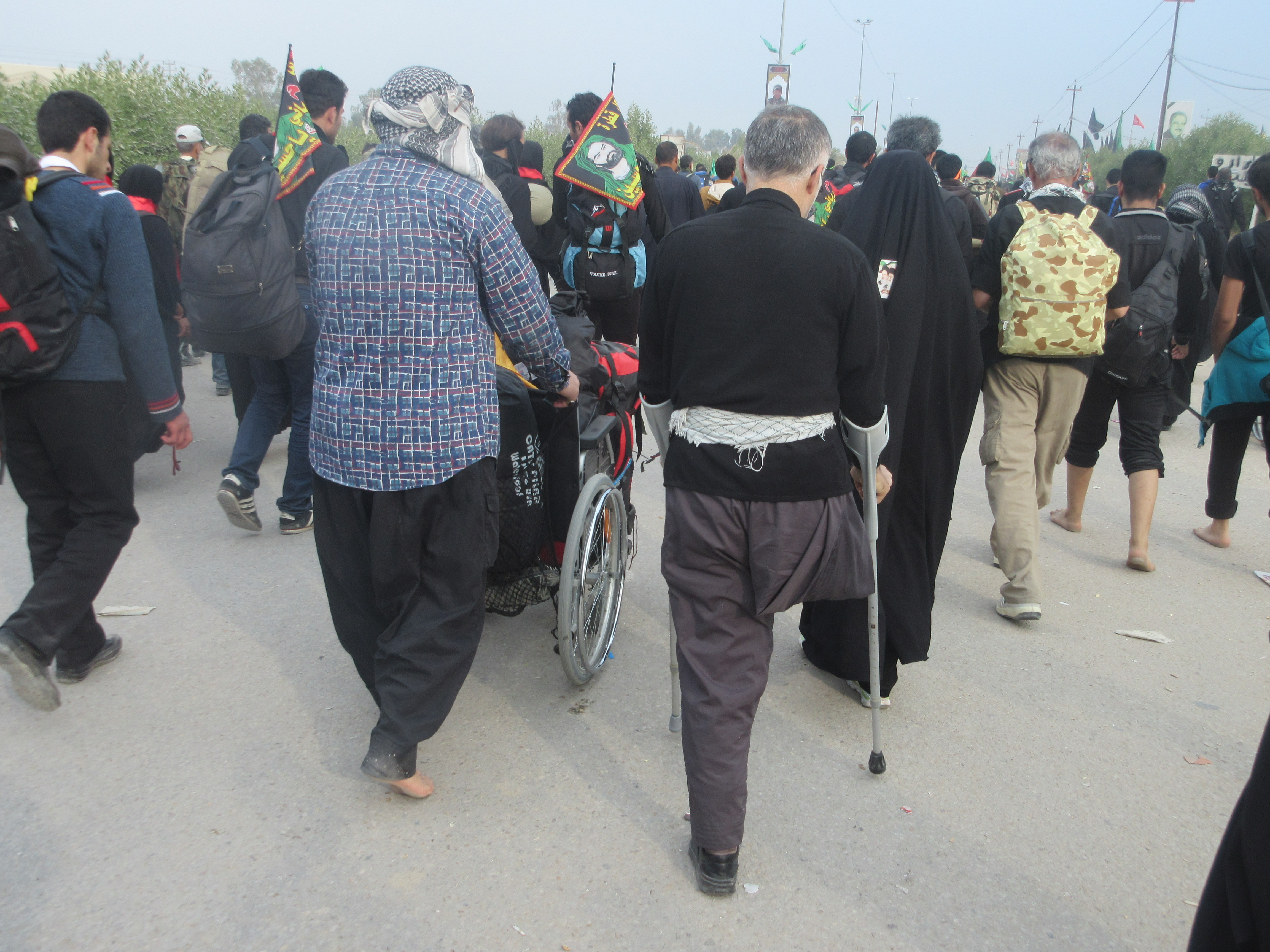
رجل من ذوي الإحتياجات الخاصة شارك في مسيرة الأربعين سيرا على الأقدام من النجف إلى كربلاء محرم 2015

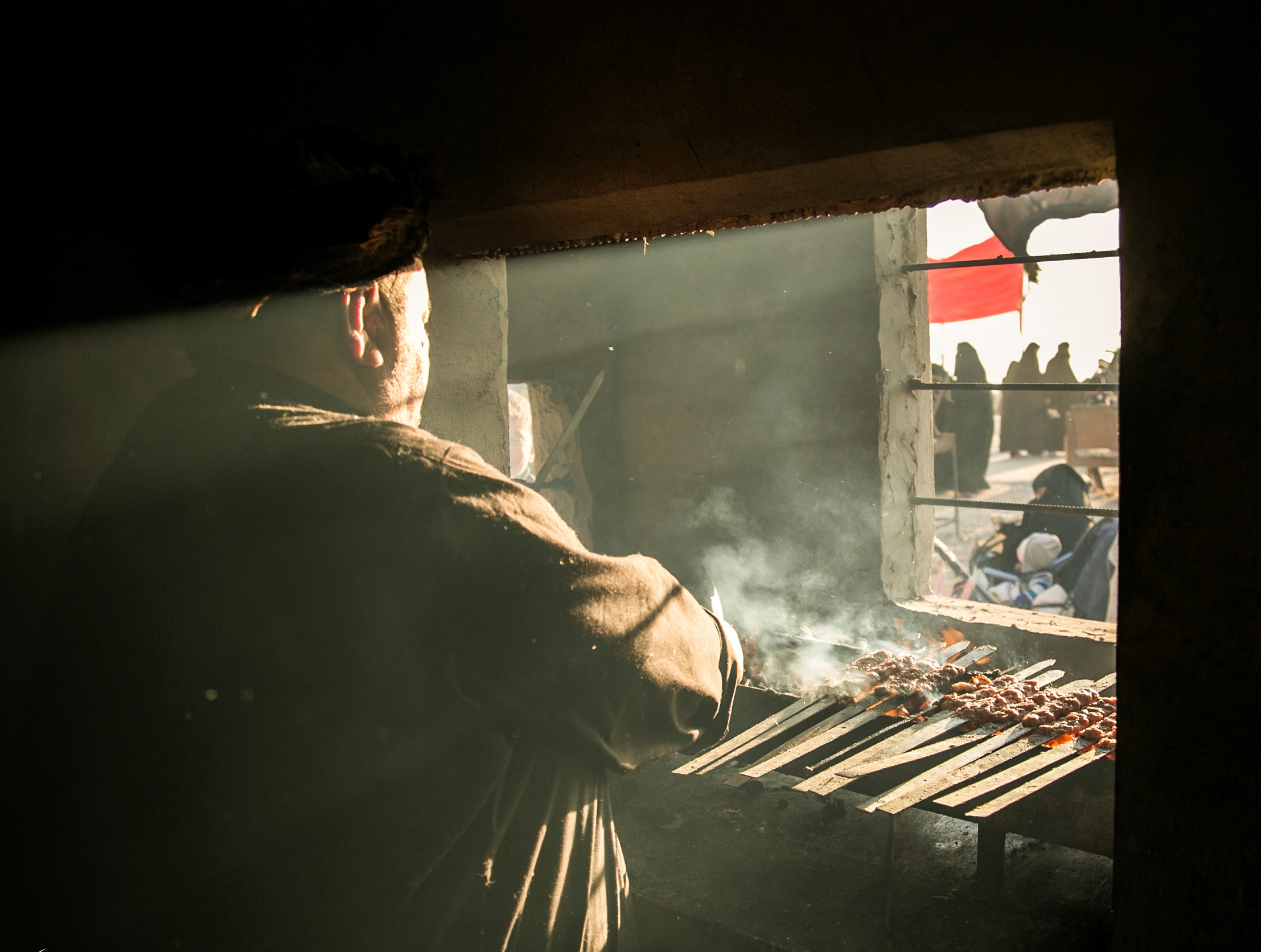
رجل عراقي يحضر الكباب لزوار مسيرة الأربعين

مسيرة الأربعين ويُعرف عاميًّا المَشَّايَة عنوان يطلق على تظاهرة شيعية، ينطلق خلالها الملايين من المسلمين الشيعة باتجاه كربلاء لزيارة الحسين بن علي بن أبي طالب في العشرين من صفر من كل عام، بعد 40 يوم من واقعة كربلاء التي قُتل فيها الحسين بن علي. يتقاطر الزوار من شتّى المدن والقرى العراقية تشاركهم في ذلك وفود كبيرة من أتباع مدرسة أهل البيت من شتّى البلدان كإيران والبحرين والكويت ولبنان وباكستان. تُعتبر مسيرة الأربعين أكبر تجمع بشري سنوي وأضخم مسيرة راجلة في العالم، وقد انتقد البعض التغطية الإعلامية الغربية المخيبة على الحدث. على الرغم من أن الحدث يحمل دلالة عقائدية عميقية لدى الشيعة، يتواجد بعض أتباع الملل الأخرى أيضًا في مسيرة الأربعين للخدمة أو للمشاركة.

## خلفية
سُمِّّي يوم الأربعين بهذا الاسم لوقوع أحداثه بعد أربعين يومًا من معركة كربلاء، حيث عادث السيدة زينب بنت علي أخت الإمام الحسين بن علي إلى كربلاء لزيارة قبور القتلى. يقوم الشيعة بالمشي نحو الحضرة الحسينية تقليدًا وتقيّدًا بهذه الحادثة. تروي كتب الحديث عن الحسن بن علي العسكري أنّه قال: «علامَاتُ المُؤْمنِ خَمْسٌ صلاة إحدى وخمسين وزيارةُ الأَرْبَعِينَ و......». وروي عن الصادق متن الزيارة التي يزار فيها الإمام في يوم الأربعين. وقد ذكرها الشيخ عباس القمي في مفاتيح الجنان بعد زيارة عاشوراء غير المعروفة تحت عنوان زيارة الأربعين.

## التاريخ
أرجع القاضي الطباطبائي زيارة الأربعين إلى عصر أئمة الشيعة مؤكداً أن الشيعة كانوا يزورون الحسين بن علي بن أبي طالب في العصرين الأموي والعباسي، وأنّ سيرة الشيعة قائمة على التمسك بزيارة الأربعين على مرّ العصور والأيام.
وأشار صاحب موسوعة أدب الطف المطبوع سنة 1388 هـ ق/ 1967م إلى التجمع الجماهيري الغفير في تلك الزيارة بقوله: «يوم أربعين الحسين بن علي بن أبي طالب وهو يوم العشرين من صفر من أضخم المؤتمرات الإسلامية يجتمع الناس فيه كاجتماعهم في مكة المكرمة تلتقي هناك سائر الفئات من مختلف العناصر ويعتنق شمال العراق بجنوبه والوفود من بعض الاقطار الإسلامية فهذا الموكب يردد انشودته باللغة العربية، وذلك باللغة التركية، وثالث باللغة الفارسية، ورابع باللغة الاوردية وهكذا».
تحولت هذه الزيارة في السنين الأخيرة التي تلت سقوط نظام البعث في العراق سنة 2003م – الذي صبّ جام غضبه على الشعائر الحسينية طيلة فترة حكمه- إلى تظاهرة مليونية يتحرك فيها شيعة العراق من جميع النواحي والقرى والمدن الصغيرة والكبيرة ويشكلون شبكة بشرية- لا مثيل لها في العالم- أخذت بالانتشار والتوسع من ثلاثة ملايين إلى أن تجاوزت العشرة ملايين في السنين الأخيرة.
بلغت حشود الزائرين في عام 1435 هـ ق/ 2013م حسب تقديرات أكثر من 17 مليون وفي عام 1436 هـ ق/ 2014 مـ أكثر من 20 مليون زائر توجهوا صوب كربلاء. قُدر عدد الزائرين في مسيرة الأربعين لسنة 2017 بـ13 مليوناً و800 ألفاً و800 شخص، كحد أدنى، بينما كان هذا العدد حوالي أكثر من 15 مليون زائر في 2019. في عام 2022، بلغ عدد الزائرين في مسيرة الأربعين لسنة 2022 21 مليوناً و198 ألفاً و640 زائر.

### أربعين 2014

#### أكبر صلاة جماعة في العالم
في سنة 2014 شكلت في الطريق الرابط بين محافظتي كربلاء والنجف إقامة صلاة جماعة الزوار المتجهين الي كربلاء لإحياء مراسيم زيارة اربعينية للحسين، وبتوجيه المرجع الديني السيد علي السيستاني، أكبر صلاة جماعة في العالم، حيث امتدت لنحو 30 كم بمشاركة ملايين المصلين والزائرين.

### أربعين 2023
أعلنت الأمانة العامّة للعتبة العبّاسية، يوم الأربعاء 20 صفر الخير 1445هـ الموافق 6 أيلول/سبتمبر 2023م، عن مشاركة 22 مليونًا و19 ألفًا و146 زائرًا في إحياء زيارة أربعينية الإمام الحسين بن علي، معتمدةً على منظومة العد الألكتروني الدقيق في إحصاء الوافدين إلى كربلاء، حيث صرحت إن العدّ بدأ من 1 صفر إلى الساعة 12:00 ظهراً من يوم 20 صفر.

## ردود الفعل
اختلفت الرؤي حول هذه المسيرة فظهر المؤيدون والمعارضون على مر التاريخ.

### المؤيدون
يعتبر المؤيدون، مسيرة الأربعين محطة خالدة في التاريخ الإسلامي وهي ثورة اسلامية ناعمة رسالتها التضحية من اجل العقيدة وهذه المسيرة الملايينية مظهر للطاقات الإيمانية لعموم الأمة، باعتبار ان مشاركيها جاءوا من شتى أنحاء الأرض، دفاعاً عن الإسلام المحمدي وتجسد حالة تعبوية موّاجة، وهي في خدمة حماية العملية السياسية العراقية وصيانة منجزاتها التغييرية على مستوى تحريرالشعب من قيود الأفكار العنصرية وتخليص البلاد من العصابات الإرهابية وتمثل تحديا شعبيا سلميا للغة «القتل» و«الرعب» و«التطرف المذهبي» و«الأبجديات التكفيرية» وهي في الواقع ثورة عقائدية وأخلاقية ناعمة.

### المعارضون
عارض البعض من غير أتباع مدرسة أهل البيت الزيارة من منطلق ديني، حيث لا يرى جميع المسلمين جواز زيارة القبور.
كان الرئيس العراقي السابق صدام حسين من أشد المحاربين لمسيرة الأربعين والشعائر المتعلقة، وتسند إليه العديد من الانتهاكات والجرائم بما يشمل القتل الجماعي للزوار والمنع الشامل للحدث.

## المعرض

### المسيرة

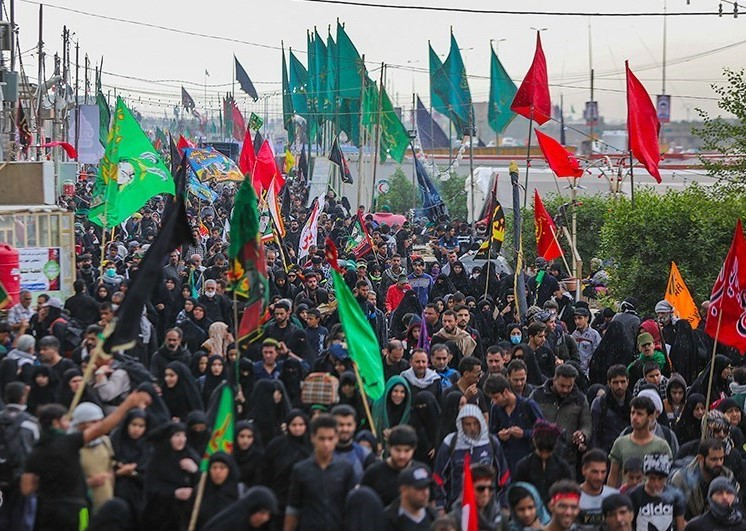
مسيرة الأربعين
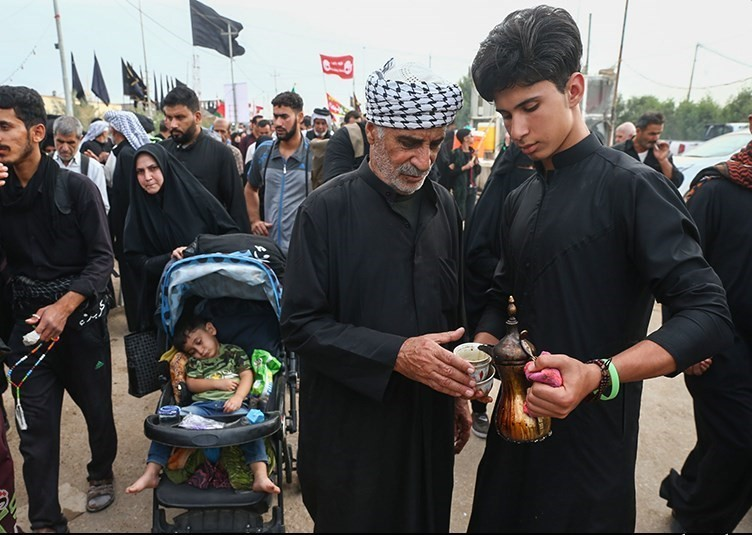
مسيرة الأربعين
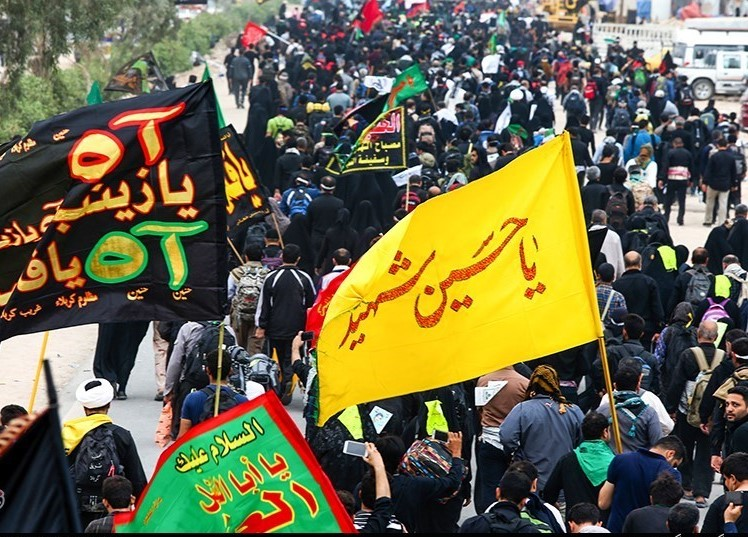
زوار الأربعين يمشون بين طريق النجف إلى كربلاء
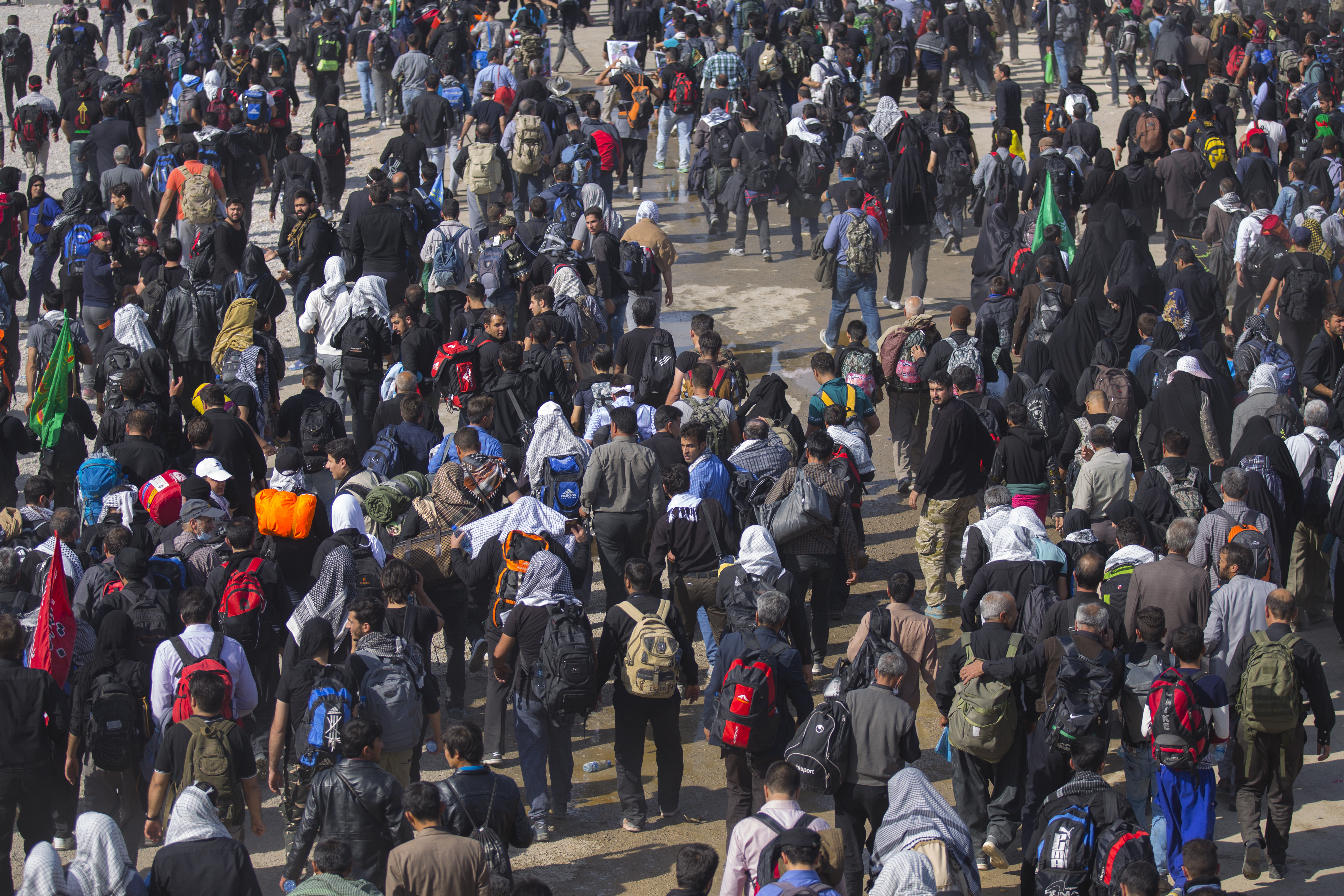
مبنى وزارة الخارجية الإيرانية

### خدمة الزوار

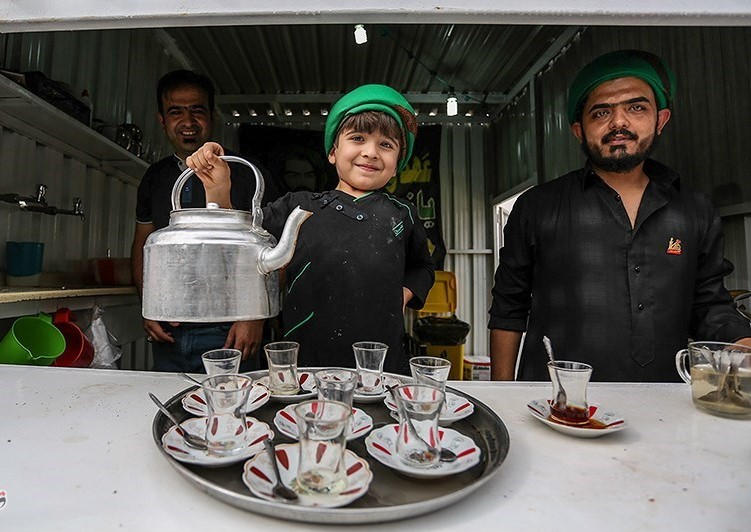
موكب حسيني لخدمة الزائرين على طريق الأربعين
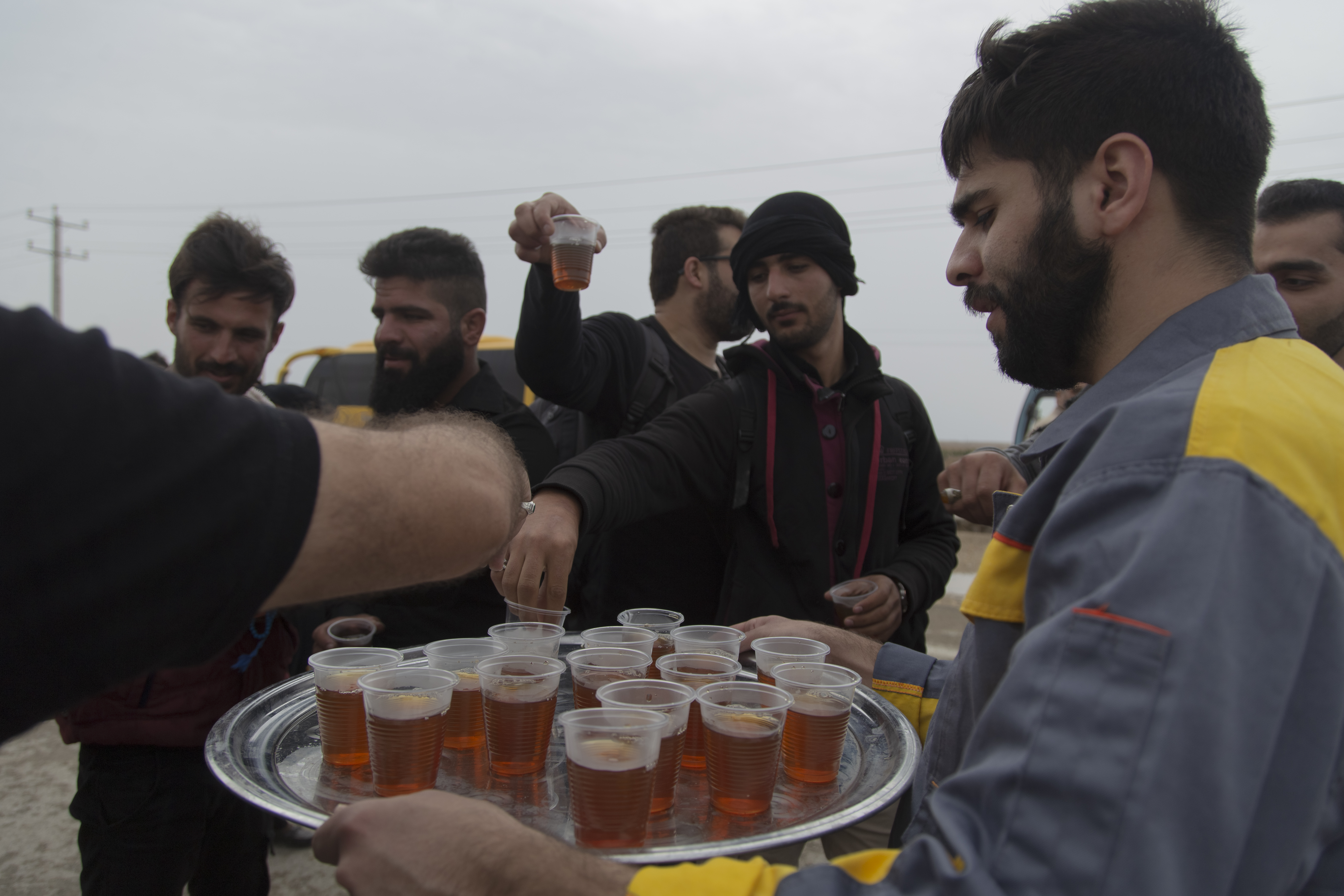
خدمة الزائرين على طريق الأربعين
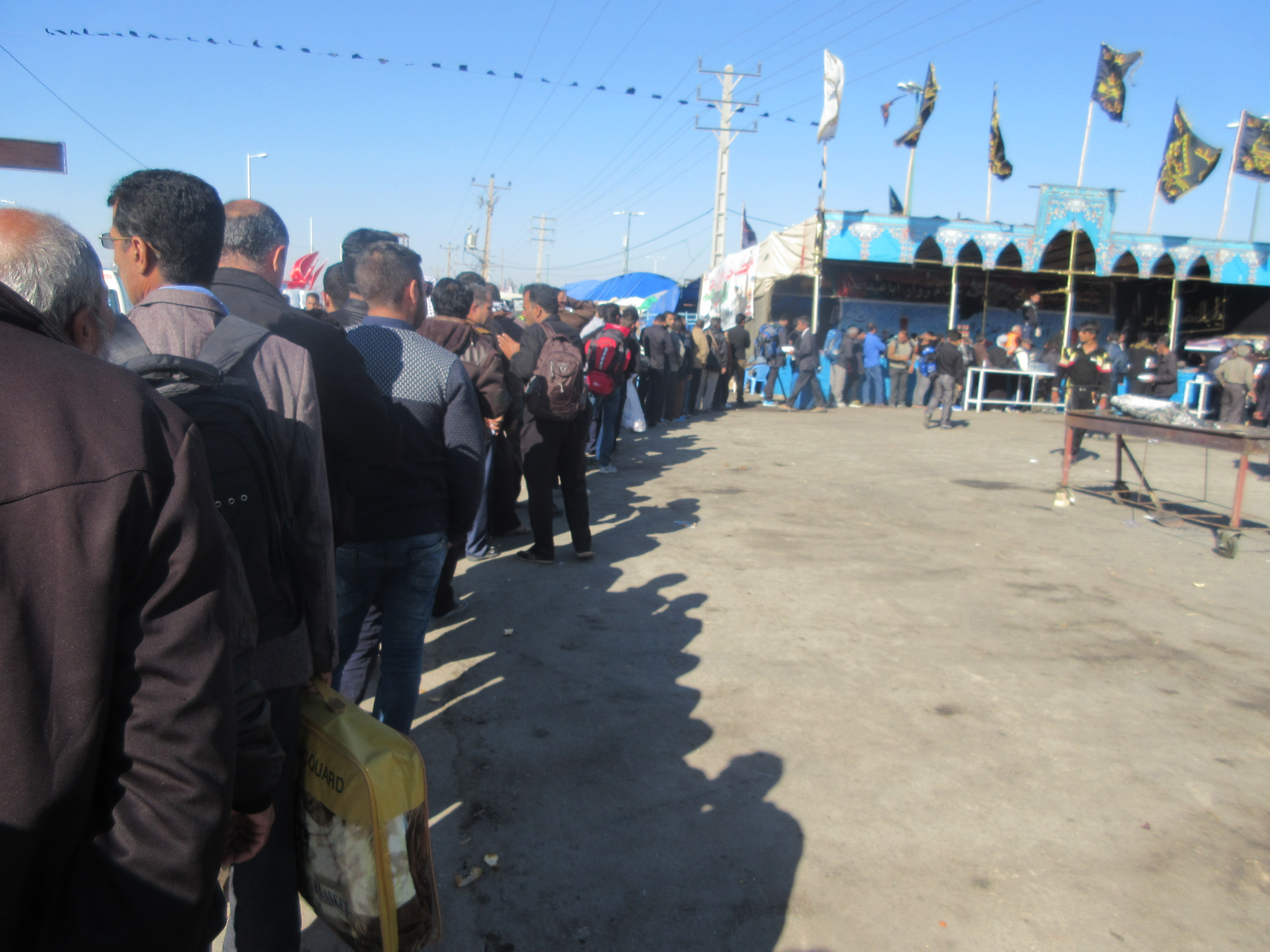
انتظار زوار الاربعين للحصول على الغذاء من المواكب – محرم 2015
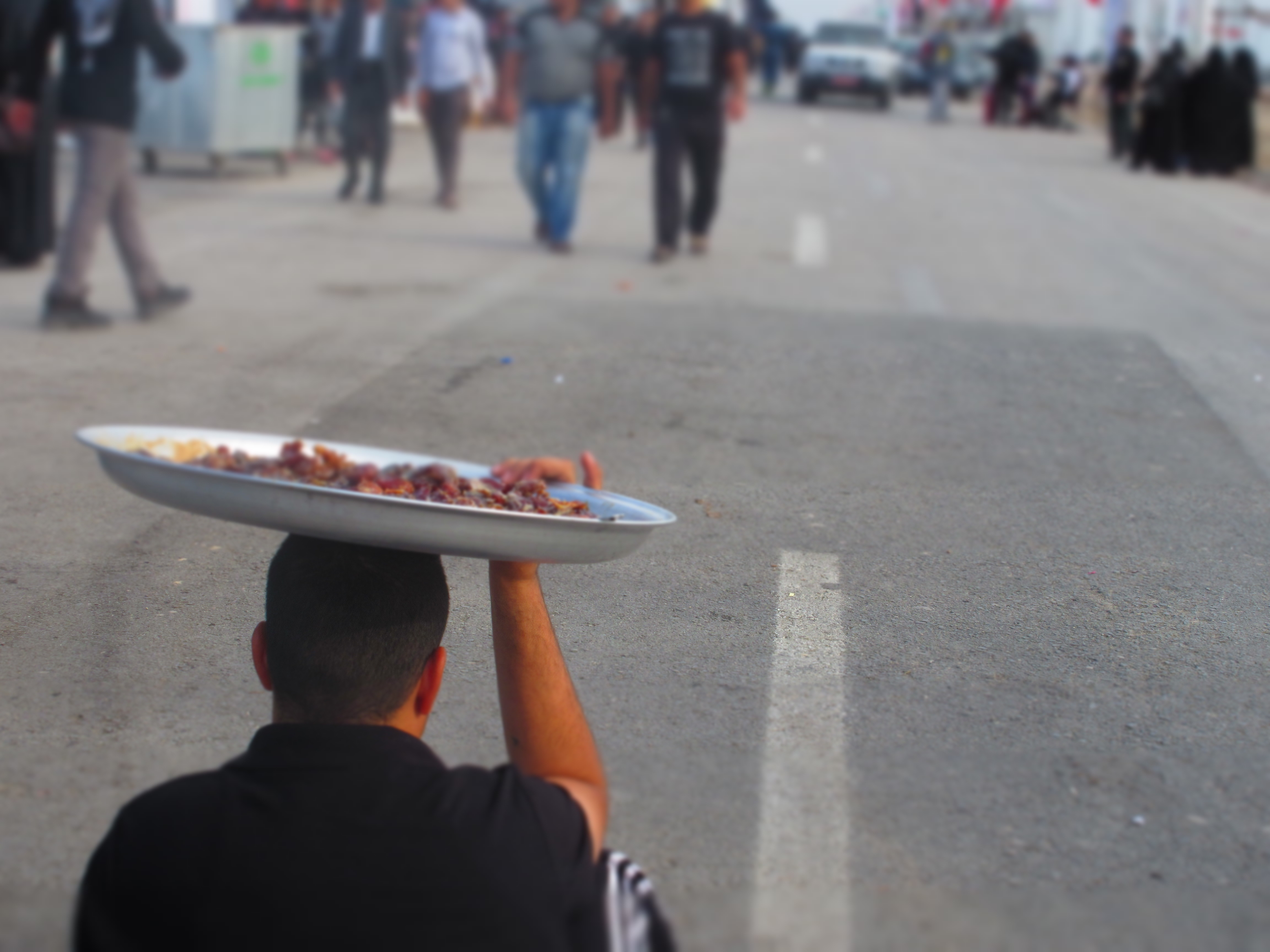
رجل يحمل على رأسه صينية من التمر إنتظارا للتوزيع على زوار الأربعين – محرم 2015

## طالع أيضًا
- أكبر التجمعات السلمية في التاريخ
- الحسين بن علي بن أبي طالب
- الأربعين
- معركة كربلاء
- موكب حسيني